# Francesco Lamperti

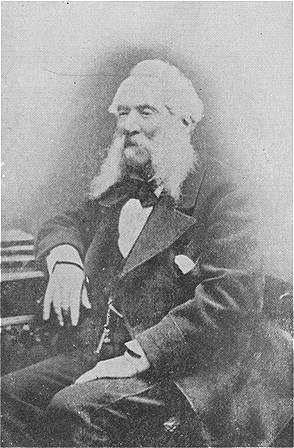
Francesco Lamperti

Francesco Lamperti (* 11. März 1811 oder 1813 in Savona; † 1. Mai 1892 in Como) war ein italienischer Gesangslehrer.

## Leben
Lamperti ist in Savona geboren. Er studierte am Mailänder Konservatorium, wo er seit 1850 für 25 Jahre unterrichtete.  Er war Leiter des Teatro Filodrammatico in Lodi. Ab 1875 gab er nur noch Privatunterricht.  Unter seinen Schülern waren Emma Albani, Italo Campanini, Marie van Zandt, Herbert Witherspoon, David Bispham, Angiolina Ortolani-Tiberini, beide Cruvelis, Collini und Désirée Artôt.  Seine Gesangsmethodik war stark beeinflusst von der alten italienischen Schule. Er veröffentlichte einige Bücher über Belcanto und das Singen. 
Sein Sohn Giovanni Battista Lamperti (1839–1910) war auch ein bekannter Gesangslehrer.

## Schüler (Auswahl)
- Irene Abendroth, Emma Albani, Max Alvary, Marie Basta, Wanda von Bogdani, Hermann Brag, Friedrich Caliga-Reh, Italo Campanini, Sophie Cruvelli, Julie Dumont-Suvanny, José Ferenczy, Jenny Fleischer-Alt, Friederike Christine Grün, Mieczysław de Ranieri-Horbowski, Oscar Niemann, Stanisław Niewiadomski, Bernhard Noeldechen, Adolf Robinson, Marcella Sembrich, Marie van Zandt, Cornélie van Zanten, Emma Mershon

## Schriften
- Guida teorico-pratica-elementare per lo studio del canto. Mailand: Ricordi, 1864.
- Studi di bravura per soprano. übersetzt auf Englisch als Studies in bravura singing for the soprano voice. New York: 1875.
- Esercizi giornalieri per soprano o mezzo-soprano
- L'arte del canto. Mailand: Ricordi, 1883.
- Osservationi e cosiglin sul trillo
- Solfeggi
- A Treatise on the Art of Singing übersetzt auf Englisch von J. C. Griffith. London: Ricordi, 1877. Neue Auflage: New York: Edward Schuberth, 1890. (Es gibt eventuell eine Ausgabe von G. Schirmer).